# Jim Byrnes
Pour les articles homonymes, voir Byrnes.
Jim Byrnes est un chanteur de blues, guitariste et acteur américain, né le 22 septembre 1948 à Saint-Louis (Missouri). Depuis 1976, il vit à Vancouver, en Colombie-Britannique, au Canada.

## Biographie
Il s'est fait connaître pour son rôle de l'oncle Mike, dans la série Un flic dans la mafia. Il était le relais de Vinnie Terranova, policier infiltré, avec sa hiérarchie.
Plus tard, il joue dans la série Highlander. Il y est le guetteur Joe Dawson de Duncan MacLeod.
La particularité physique de Byrnes (il est amputé des jambes, séquelles d'un accident automobile datant du 26 février 1972) fait que ses rôles ont des handicaps proches : oncle Mike est dans un fauteuil roulant, Joe Dawson s'aide d'une canne pour marcher.

## Filmographie

### Cinéma

#### Films
- 1980 : Garçonne (Out of the Blue) de Dennis Hopper : le chanteur à la fête
- 1988 : The First Season de Ralph L. Thomas : le chef du groupe
- 1992 : Harmony Cats (en) de Sandy Wilson : Franky Hay
- 1991 : La Malédiction 4 : L’Éveil (Omen IV : The Awakening) : Noah
- 1992 : Invader de Philip J. Cook : l'ingénieur Powell (scènes coupées)
- 1994 : Whale Music de Richard J. Lewis : Dewey Moore
- 1995 : Dream Man de René Bonnière : Jim « The Loot » Garrity[2]
- 1995 : Suspicious Agenda de Clay Borris : lieutenant Rayburn
- 1996 : Starlight de Jonathon Kay : Rod McArthur
- 1997 : Masterminds de Roger Christian : Larry Millard (non crédité)
- 1997 : Drive, She Said de Mina Shum : Dr Glen Green
- 2000 : Highlander: Endgame de Douglas Aarniokoski : Joe Dawson
- 2003 : Mon boss, sa fille et moi (My Boss's Daughter) de David Zucker : George
- 2005 : Edison de David J. Burke : le marchand local
- 2005 : Fetching Cody de David Ray : Harvey
- 2007 : Highlander : Le Gardien de l'immortalité (Highlander: The Source) de Brett Leonard : Joe Dawson[2]
- 2008 : Heart of a Dragon de Michael French : Ivan
- 2011 : She's a Soul Man de Caitlin Byrnes : Joe Cameron (court métrage)
- 2014 : Hastings Street d'Andrew Moxham : le barman

#### Films d'animation
- 1998 : Mummies Alive! The Legend Begins de Seth Kearsley : rôle inconnu[2] (voix originale)
- 1998 : Les Aventures de Tom Sawyer et de Huckleberry Finn (The Animated Adventures of Tom Sawyer) de William R. Kowalchuk Jr. : Pop (voix originale)
- 1998 : Rudolph, le petit renne au nez rouge : Le Film (Rudolph the Red-Nosed Reindeer: The Movie) de William R. Kowalchuk Jr. : le membre des Elfes no 2 (voix originale)
- 2000 : Monster Mash de Guido Manuli : le procureur[2] (voix originale)
- 2005 : Inspector Gadget's Biggest Caper Ever d'Ezekiel Norton : le chef Quimby[2] (voix originale)
- 2007 : Highlander : Soif de vengeance (Highlander: The Search for Vengeance) de Yoshiaki Kawajiri, Takuji Endo et Hiroshi Hamazaki : Doc et Rudy[2] (voix anglaise)
- 2012 : War of the Worlds: Goliath de Joe Pearson : Theodore Roosevelt (voix anglaise)

### Télévision

#### Téléfilms
- 1987 : La nuit tombe sur Manhattan (Hands of a Stanger) de Larry Elikann : le chef de bande (non crédité)
- 1988 : La Marque de l'araignée rouge (The Red Spider) de Jerry Jameson et Paul King : Jack Fine
- 1990 : In the Best Interest of the Child de David Greene : Kurt
- 1991 : La Malédiction 4 : L'Éveil (Omen IV: The Awakening) de Jorge Montesi et Dominique Othenin-Girard : Noah
- 1991 : Christmas on Division Street de George Kaczender : Benedetti
- 1992 : Dirty Work de John McPherson et Jon Taylor : Stan
- 1995 : Les Galons du silence (Serving in Silence: The Margarethe Cammermeyer Story) de Jeff Bleckner : Vet
- 1996 : Un flic dans la mafia (Wiseguy) de James Whitmore Jr. : Daniel Benjamin « Lifeguard » Burroughs
- 1996 : Bloodhounds II de Stuart Cooper : lieutenant Jim McMahon
- 1996 : Au-delà des maux (For Hope) de Bob Saget : l'homme du premier rendez-vous (non crédité)
- 1997 : Le Trésor perdu des conquistadors (Lost Treasure of Dos Santos) de Jorge Montesi : Doc Humphries
- 1997 : Choc en plein ciel (Final Descent) de Mike Robe : Duke Houston
- 2000 : Becoming Dick de Bob Saget : le barman
- 2002 : Le Choix de l'amour (Due East) de Helen Shaver : père Berkely
- 2002 : La Reine des neiges (Snow Queen) de David Wu : l'ours polaire (voix)
- 2007 : Intime Danger (Don't Cry Now) de Jason Priestley : Steve
- 2011 : La Loi de Goodnight (Goodnight for Justice) de Jason Priestley : le gouverneur
- 2011 : Trois jours avant Noël (Deck the Halls) de Ron Underwood : Morgan, le DJ radio
- 2012 : Un bébé devant ma porte (Notes from the Heart Healer) de Douglas Barr : Lester
- 2014 : L'Arbre des anges (Paper Angels) de David Winning : Bill Price

#### Téléfilms d'animation
- 1990 : A Klondike Christmas de Gordon Stanfield : Wolfie (voix originale)
- 1993 : Mega Man: Upon a Star : Dr Light (OAVs - voix anglaise)
- 1998 : Gundam Wing: Endless Waltz (新機動戦記ガンダムW: ENDLESS WALTZ) : Dekim Barton (OVA - voix anglaise)
- 2002 : Inspector Gadget's Last Case: Claw's Revenge de Michael Maliani : le chef Quimby (voix originale)
- 2002 : Dennis the Menace in Cruise Control (en) de Patrick A. Ventura : Kraigor (voix originale)
- 2002 : Madeline: My Fair Madeline de Scott Heming : le maire de Paris (voix originale)

#### Séries télévisées
- 1987-1990 : Un flic dans la mafia (Wiseguy) : Daniel Benjamin « Lifeguard » Burroughs (74 épisodes)
- 1987 : Cap Danger (Danger Bay) : Tony Walter (saison 4, épisode 11)
- 1988 : Loin de ce monde (Out of This World) : Jim (saison 2, épisode 4)
- 1991-1994 : Le Ranch de l'espoir (en) (Neon Rider) : Kevin (12 épisodes)
- 1993 : Les Trois As (The Hat Squad) : Carl Drake (saison 1, épisode 10)
- 1993 : Street Justice : le docteur (saison 2, épisode 20)
- 1993-1998 : Highlander : Joe Dawson (88 épisodes)
- 1995 : Sliders : Les Mondes parallèles (Sliders) : le présentateur télé (saison 1, épisode 1)
- 1995 : L'As de la crime (The Commish) : Brett Shrager (saison 4, épisode 20)
- 1997 : Two : le colonel Maxwell Foley (saison 1, épisode 19)
- 1998-1999 : Traque sur Internet (The Net) : M. Olivier (9 épisodes)
- 1998 : Fréquence Crime (Murder Call) : Guy Hanson (saison 2, épisode 8)
- 1998 : The Jim Byrnes Show : Jim Byrnes, propriétaire du bar « Blue Byrnes » (épisodes inconnus)
- 1998 et 2002 : Au-delà du réel : L'aventure continue (The Outer Limits) : Gary Latimer (saison 4, épisode 13) et Merlin (saison 7, épisode 19)
- 1999 : L'Immortelle (Highlander: The Raven) : Joe Dawson (2 épisodes)
- 1999 : Cold Squad, brigade spéciale (Cold Squad) : Dick Hofstedder (4 épisodes)
- 2000 : Cœurs rebelles (Higher Ground) : Frank Markasian (5 épisodes)
- 2000 : Mysterious Ways : Les Chemins de l'étrange (Mysterious Ways) : Ramp (saison 1, épisode 5)
- 2000 : First Wave : Tyler Greer (saison 3, épisode 13)
- 2000 : Unité 9 (Level 9) : le général Theodore Nemec (saison 1, épisode 10)
- 2001 : Ultimate Book of Spells : rôle inconnu (épisode inconnu)
- 2002 : Dead Zone (The Dead Zone) : Vic Goodman (saison 1, épisode 5)
- 2002 : La Treizième Dimension (The Twilight Zone) : Dion (saison 1, épisode 13)
- 2002 : En quête de justice (Just Cause) : rôle inconnu (saison 1, épisode 11)
- 2002 : Disparition (Taken) : Busker (mini-série, épisode 4)
- 2003 : Jake 2.0 : James Skeritt (3 épisodes)
- 2004 : Stargate SG-1 : le narrateur du documentaire (saison 7, épisode 18)
- 2004-2005 : Andromeda : Shineoa San (saison 4, épisode 10) Virgil Vox (12 épisodes, voix)
- 2005 : Supernatural : le professeur (saison 1, épisode 8)
- 2005-2006 : Da Vinci's City Hall (en) : le conseiller Eddie Banks (2 épisodes)
- 2007 : Sanctuary : Gregory Magnus (2 épisodes)
- 2008-2011 : Sanctuary : Gregory Magnus (5 épisodes)
- 2010 : V : Matthew (saison 1, épisode 7)
- 2011 : Hellcats : rôle inconnu (2 épisodes)
- 2013 : Copper : le sergent-major Atticus Reid (saison 2, épisode 3)
- 2013 : King and Maxwell : Roy Smalls (saison 1, épisode 8)
- 2014 : Strange Empire (en) : Cart (saison 1, épisode 7)
- 2015 : The Romeo Section (en) : le révérend Ortelli (4 épisodes)
- 2018 : Les voyageurs du temps : James Edward Bailey (saison 3, épisode 7)

#### Séries d'animation
- 1989 : G.I. Joe: Operation Dragonfire (en) : Alley Viper, Crimson Guard / Fake Lama, Night-Viper et Rimpoche (mini-série - voix originale, 5 épisodes)
- 1989 : Dragon Quest : La Quête de Daï (Doragon kuesuto) : Wizard Moore (voix anglaise, épisode inconnu de 1991)
- 1989 : Madeline : le chef Flambé, M. Moneybags, le conducteur du métro et voix additionnelles (voix originale, épisodes inconnus)
- 1989-1990 : Camp Candy (en) : rôle inconnu (voix originale, 16 épisodes)
- 1990-1991 : G.I. Joe (en) : rôle inconnu (voix originale, 19 épisodes)
- 1992-1993 : Le Roi Arthur et les Chevaliers de Justice (King Arthur and the Knights of Justice) : Merlin et Nilrem (voix originale, 26 épisodes)
- 1992-1993 : Conan l'Aventurier (Conan: The Adventurer) : Épémetrius, le Sage (voix originale, 5 épisodes)
- 1993 : Les Aventures de Sonic (Adventures of Sonic the Hedgehog) : voix additionnelles (voix originale, 65 épisodes)
- 1993-1994 : Double Dragon : le Maître de l'ombre (voix originale, 26 épisodes)
- 1994 : Conan and the Young Warriors (en) : Epimetrius, le Sage (voix originale, 13 épisodes)
- 1994-1995 : Mega Man : Dr Thomas Light et voix additionnelles (voix originale, 27 épisodes)
- 1994-1996 : Hurricanes : voix additionnelles (voix originale, 7 épisodes)
- 1995 : Gundam Wing (Shin kidô senki Gundam W) : Duke Dermail (voix anglaise, épisode inconnu)
- 1995-2000 : Les Nouvelles Aventures de Madeline (The New Adventures of Madeline) : voix additionnelles (voix originale, épisodes inconnus)
- 1995 : G.I. Joe Extreme (en) : Nelson (voix originale, 1 épisode)
- 1996 : Stone Protectors (en) : voix additionnelles (voix anglaise, épisode inconnu)
- 1997-1999 : Animutants (Beast Wars: Transformers) : Inferno (voix originale, 26 épisodes)
- 1997 : Gundam Wing: Endless Waltz (新機動戦記ガンダムW: ENDLESS WALTZ) : Dekim Barton (mini-série, voix anglaise)
- 1998-1999 : RoboCop : Alpha Commando : voix additionnelles (voix originale, 40 épisodes)
- 1998-1999 : Shadow Raiders (en) : Grand Vizier (voix originale, 4 épisodes)
- 1999-2000 : Beast Machines: Transformers : Thrust (voix originale, 20 épisodes)
- 2000-2001 : D'Myna Leagues : Griff (voix originale, 13 épisodes)
- 2001-2003 : Gadget et les Gadgetinis (Gadget and the Gadgetinis) : voix additionnelles (voix originale, 48 épisodes)
- 2001 : Les Nouvelles Aventures de Spider-Man (Spider-Man Unlimited) : Fire Drake (voix originale, saison 1, épisode 7)
- 2002-2003 : Stargate Infinity (Stargate: Infinity) : voix additionnelles (voix originale, 26 épisodes)
- 2002-2003 : X-Men: Evolution : colonel Nick Fury et voix additionnelles (voix originale, 7 épisodes)
- 2009 : Hot Wheels Battle Force 5 : Jack Wheeler (voix originale - saison 2, épisode 19)
- 2010 : Le Dino Train (Dinosaur Train) : Percy Parmacellodus (voix originale, 1 épisode)
- 2013 : Slugterra : Les Mondes souterrains (Slugterra) : Viggo Dare (voix originale - saison 3, épisode 10)

### Voix françaises
En France, Michel Paulin est la voix française régulière de Jim Byrnes.

## Discographie
- 1981 : Burning
- 1987 : I Turned My Nights Into Days
- 1995 : That River
- 1998 : Burning/I Turned My Nights Into Days
- 2001 : Love Is a Gamble
- 2001 : House of Refuge
- 2004 : Fresh Horses

## Distinctions
- 1982 : nommé pour le prix Juno du chanteur le plus prometteur
- 1996 : deux prix Juno pour That River
- 1996 : Lion d'Or comme meilleur second rôle dans la série Highlander